# Gellért Hugó (festő)
Gellért Hugó, született Grünbaum Hugó (Budapest, 1892. május 3. – New York, 1985. december 9.) magyar festő, grafikus, karikaturista.

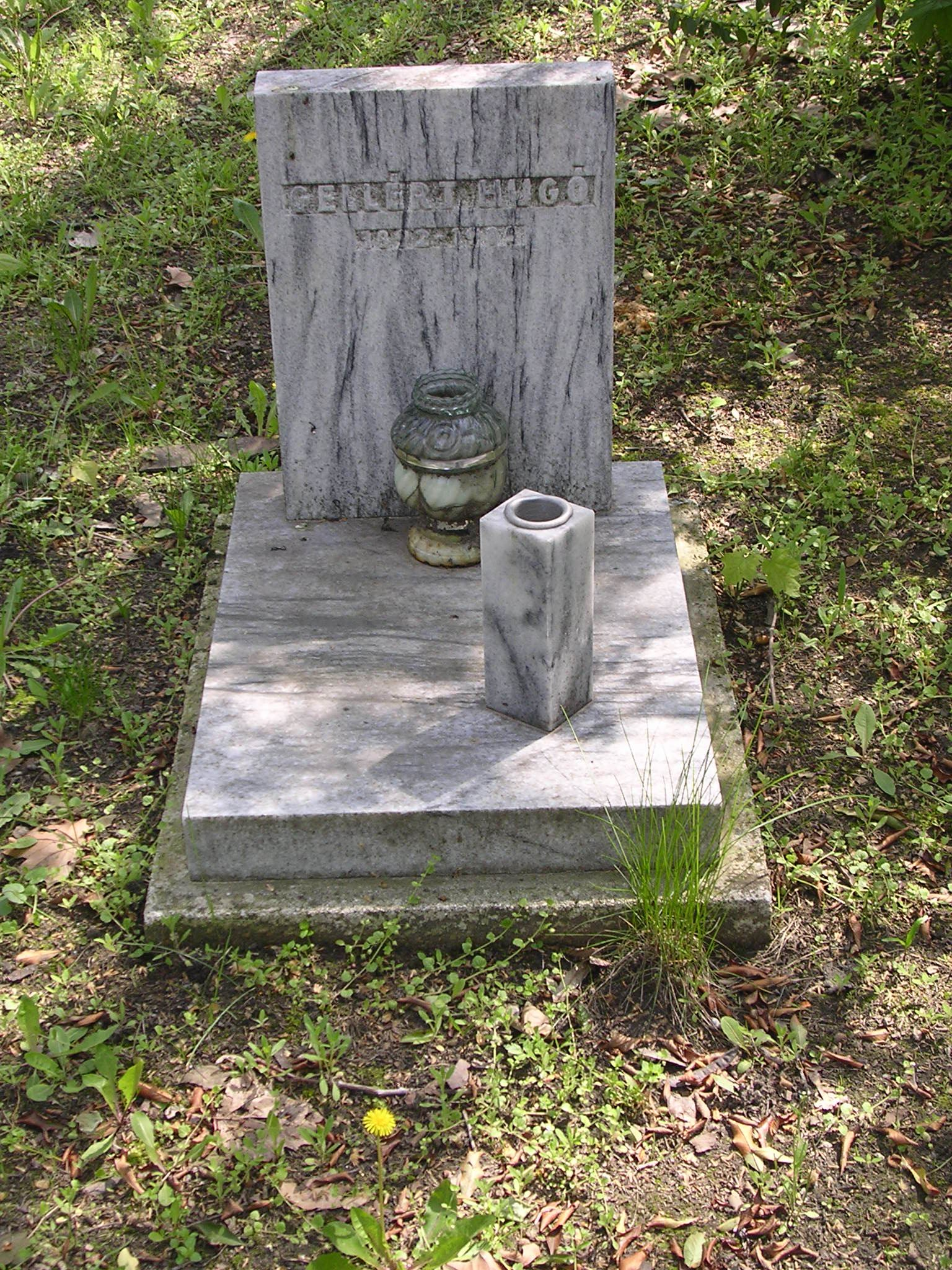
Sírja a Fiumei úti sírkertben (42/1-1-7)

## Élete
Szülei Grünbaum Ábrahám mádi születésű szabósegéd és Schwarz Katica voltak. Szüleivel már gyermekkorában New Yorkba került. Tanulmányokat folytatott a New York-i National Academy of Design-on, majd Párizsban volt ösztöndíjas. Erősen kötődött a baloldali mozgalmakhoz, harcolt a kapitalizmus túlkapásai és a fasizmus ellen.

## Munkássága
- Monumentális falfestészet. New York, Central Theater
- Marx Károly: Tőke album illusztrációk
- Gulliver-sorozat
- A kisember százada-sorozat
- Újság illusztrátor
  - Elöre
  - Masses
  - Liberator
  - Workers Monthly
  - New Masses
  - New York-i The World lap
  - Masses and Mainstream
  - Amerikai Magyar Író
  - Kanadai Magyar Munkás
- Portrék
  - John Reed
  - F. Roosevelt
  - Martin Luther King
  - Albert Einstein
  - Majakoszkij

## Budapesti kiállításai
- Kulturális kapcsolatok Intézete (1955)
- Munkásmozgalmi Múzeum (1968, 1974)

## Kitüntetései
- Magyar Népköztársaság Zászlórendje 1981

## Képgaléria

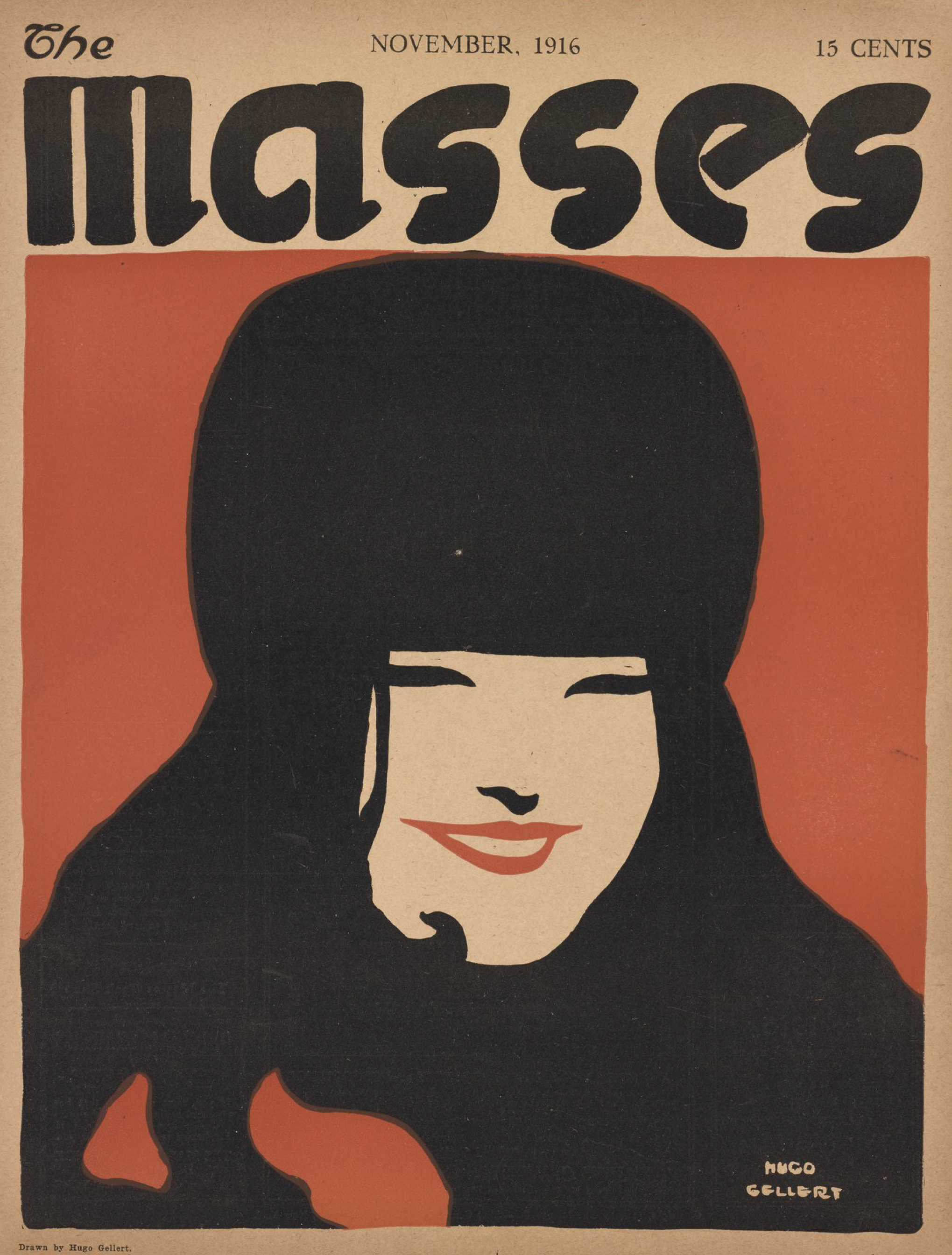
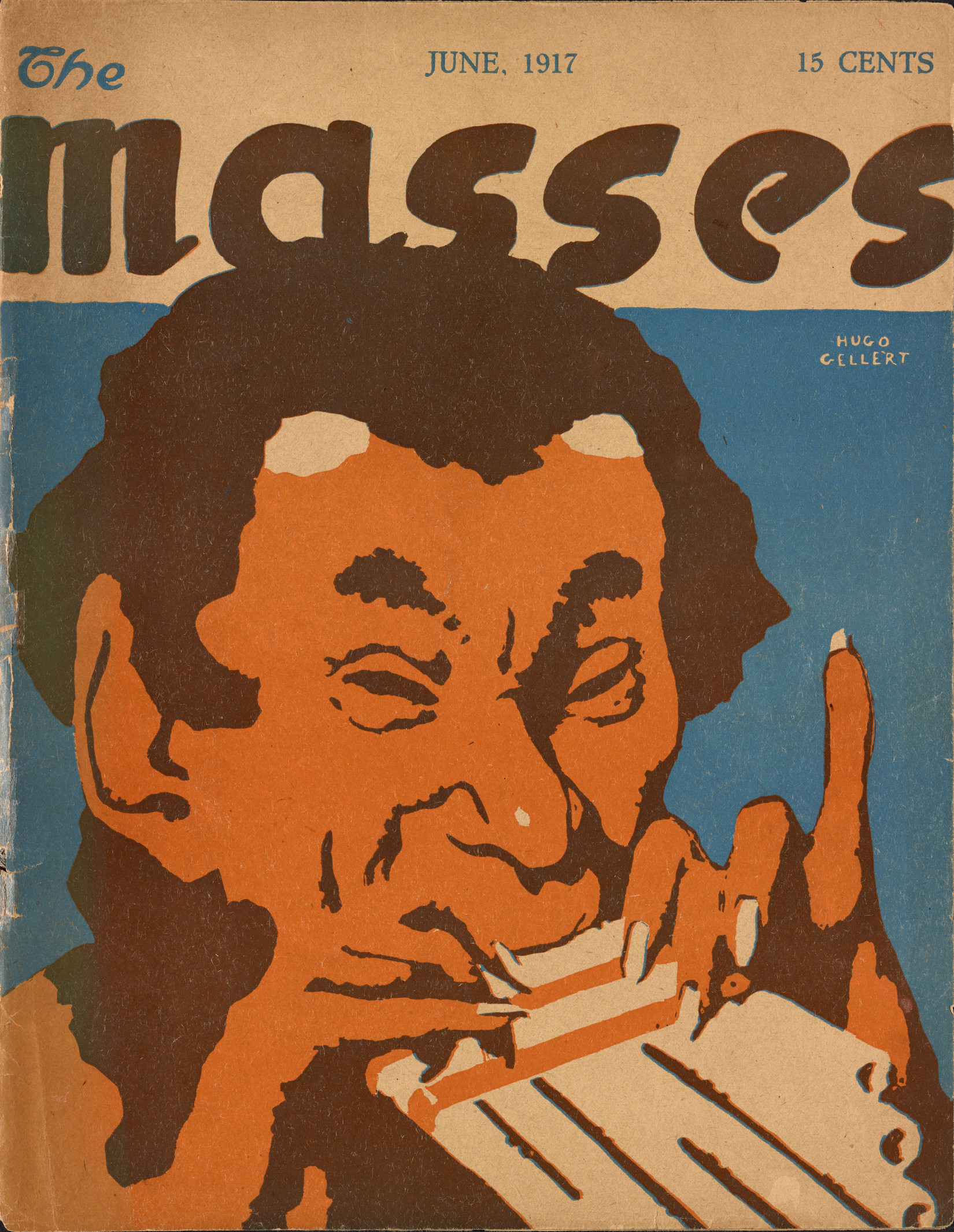
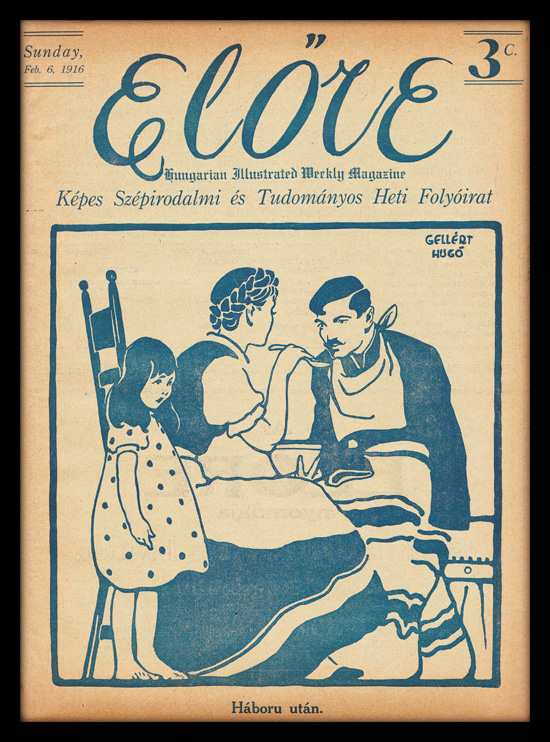
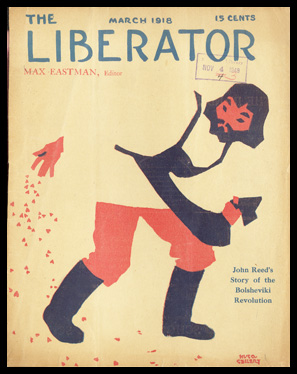
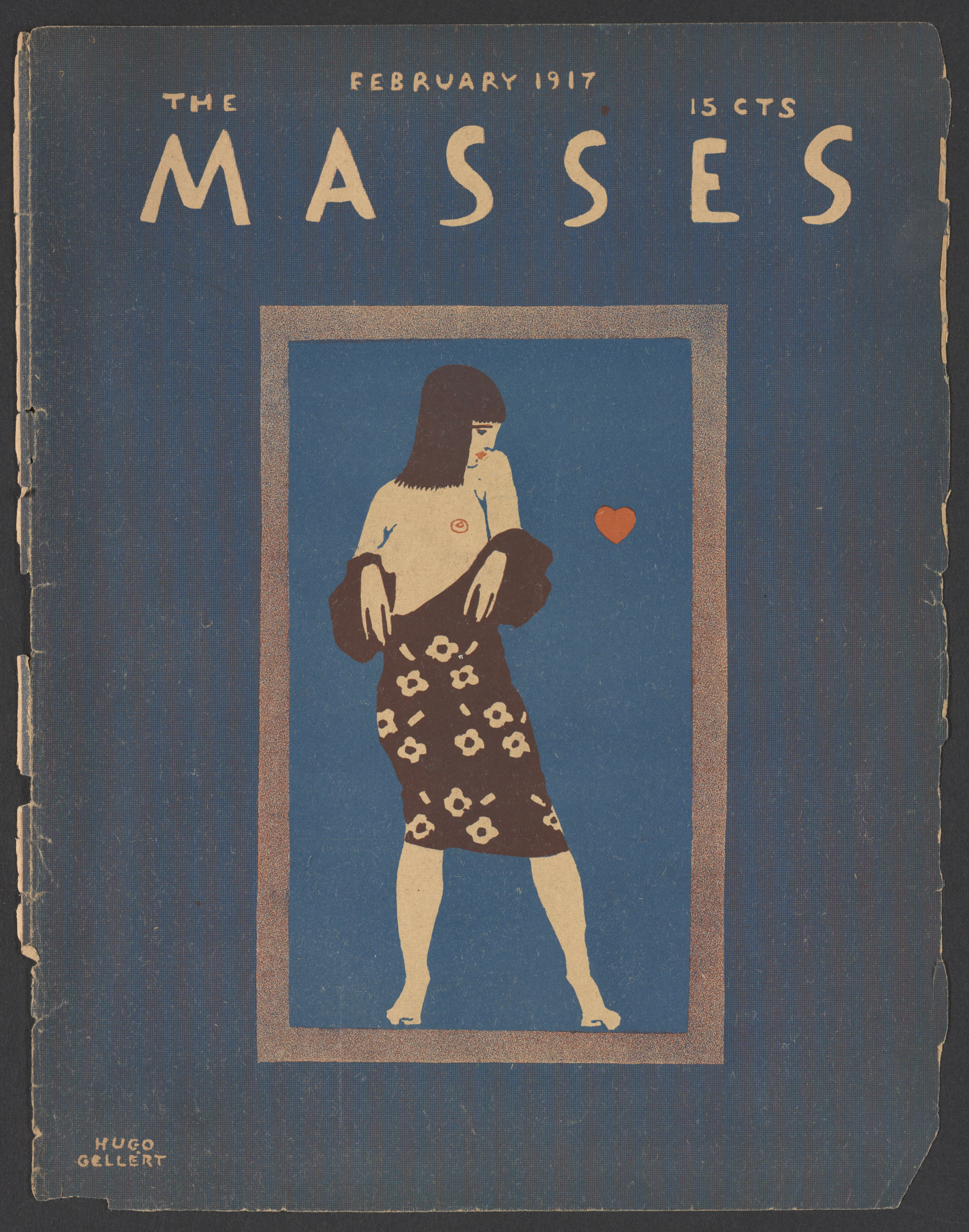
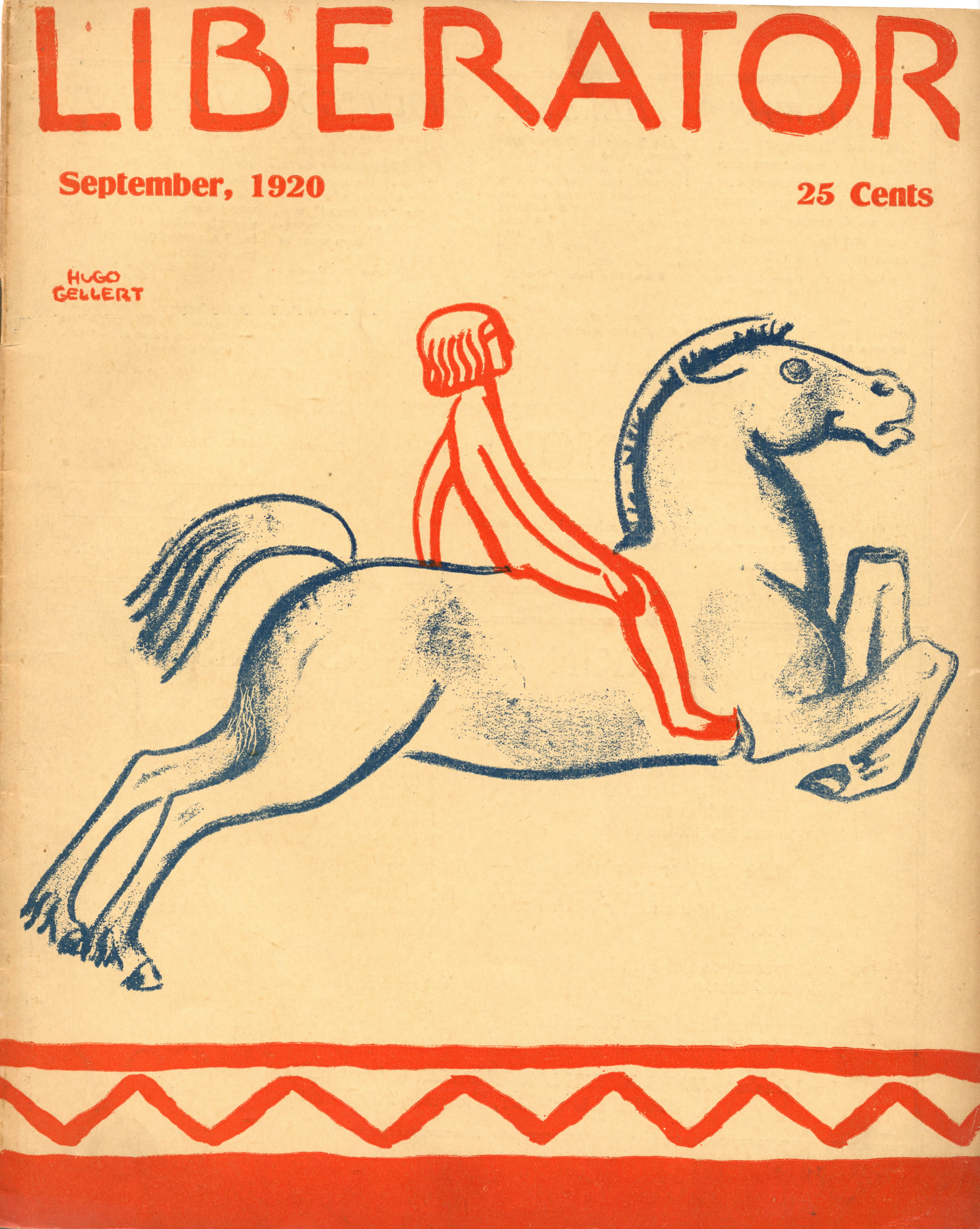
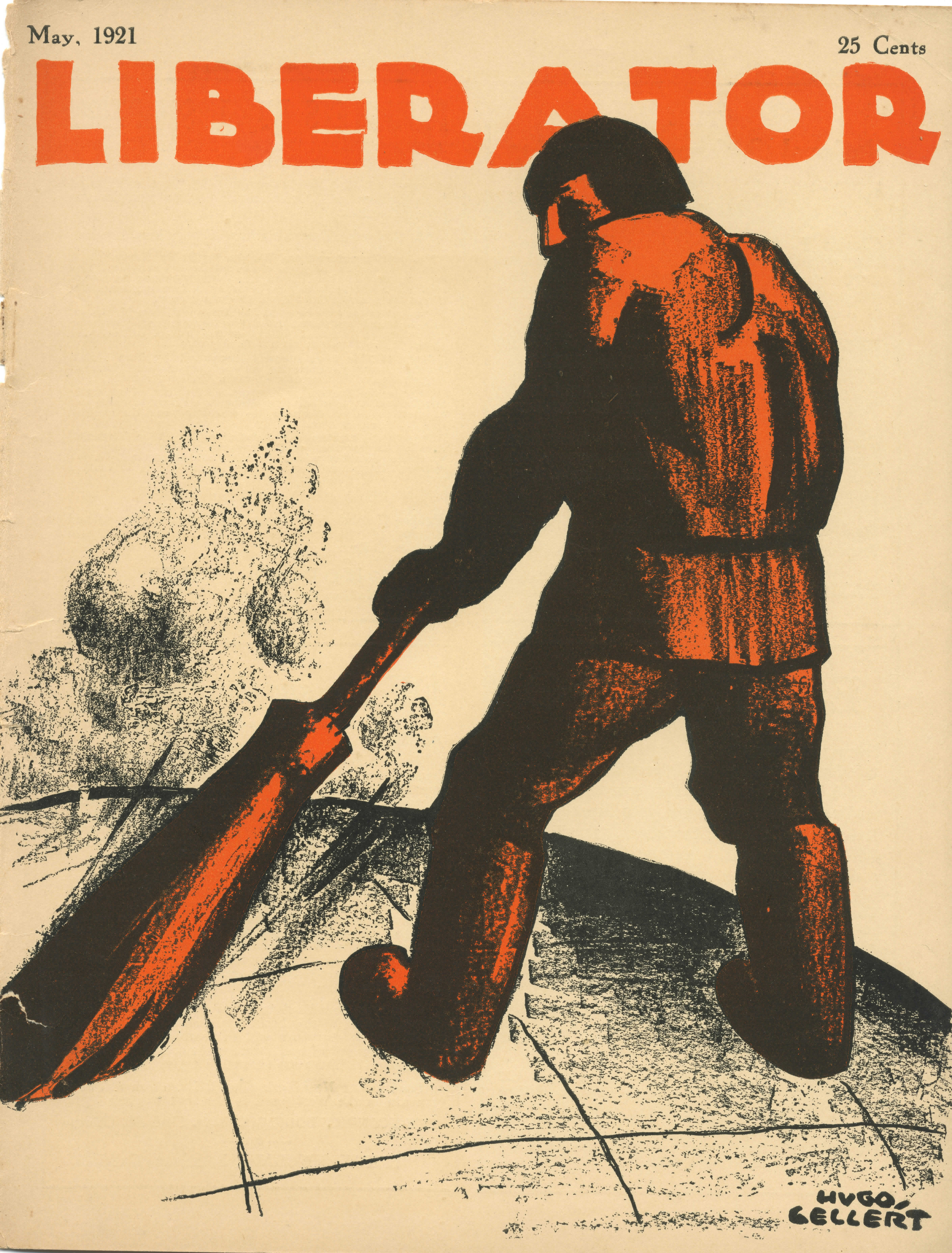